# Discographie de la production de Shinsadong Tiger
Ci-dessous se trouve une discographie de la production de Shinsadong Tiger.

## 2005

### The Jadu -Jadu 4
- 04. "Namgwa Yeo"

## 2006

### Jang Woo Hyuk -My Way
- 08. "oH, No! (feat. Gisang)"

## 2007

### Eru -Eru Returns
- 11. "Insamal" (인사말; "Greetings")

### Kim Dong Wan -Kimdongwan Is
- 08. "Yeoreumi Joha (feat. Andy)" (여름이 좋아; "Loving Summer")

### Na Yoon Kwon -Hu
- 07. "It's Alright"

## 2008

### MC Mong - Show's Just Begun
- 13. "Yennal Yetjeoge" (옛날 옛적에; "In The Old Days") (co-écrit par Heo In Chang, Hoo Na Hoon, Jang In Tae, MC Mong, Park Jang Geun, David Kim et Ee Dari)

### Jewelry -Kitchi Island
- 03. "One More Time"
- 05. "The Cradle Song"
- 07. "Modu Da Swit!" (모두 다 쉿!; "Everybody Shh!")

### Kim Jong Kook-Here I Am
- 09. "Sarange Chwihae (feat. JoosuC)"  (사랑에 취해; "Drunk on Love")

### Mighty Mouth -Energy
- 02. "Eneoji (feat. Sun Ye)" (에너지; "Energy")

### Mario -Time To Mario
- 05. "Neoman Gwaenchantamyeon" (너만 괜찮다면; "If You Don't Mind")
- 09. "Duseoeomneun Norae" (두서없는 노래)

## 2009

### Koyote-Jumping
- 04. "더! (More!)"

### 4Minute-For Muzik
- 02. "Muzik" (co-produit par Lee Sang-ho)
- 03. "Hot Issue" (co-produit par Lee Chae-kyu)
- 04. "What a Girl Wants" (co-produit par Lee Sang-ho)
- 06. "안줄래 (Won't Give You)" (co-produit par Choi Kyu-sung)

### Beast-Beast Is the B2st
- 01. "Beast Is the Best" (co-produit par Choi Gyu Sung)
- 02. "Bad Girl" (co-produit par Lee Sang-ho)
- 03. "Mystery" (co-produit par Lee Sang-ho et Kang Ji-won)
- 04. "아직은 (Yet)"

### T-ARA-Absolute First Album
- 01. "One & One" (co-produit par Choi Gyu Sung)
- 02. "Bo Peep Bo Peep" (co-produit par Choi Gyu Sung)[1]

## 2010

### T-ARA-Breaking Heart
- 02. "내가 너무 아파 (I'm Really Hurt) (co-produit par Choi Gyu Sung)

### Hyuna-Change
- 01. "Change"[2]

### ZE:A -Leap for Detonation
- 03. "Man 2 Man" (arrangement)

### Beast-Shock of the New Era
- 01. "Just Before Shock"
- 02. "Shock" (co-produit par Lee Sang-ho)
- 03. "Special" (co-produit par Lee Sang-ho)

### Beast-Mastermind
- 01. "Mastermind"
- 02. "숨 (Breath)" (co-produit par Choi Gyu Sung)

### Secret-Secret Time
- 02. "Magic" (co-produit et écrit par Kim Ki Bum et Kang Ji Won)[3]

### U-Kiss-i like you
- 01. "i like you"

### 4Minute-Hit Your Heart
- 01. "Who's Next"
- 02. "Huh"
- 03. "Invitation" (co-produit par Im Sang-hyuk)
- 04. "I My Me Mine" (co-produit par Lee Sang-ho)

### Beast-Lights Go On Again
- 01. "Lights Go On Again" (co-produit par DA9297, co-écrit par Hong Seungsung, DA9297 et Yong Junhyung)
- 02. "Beautiful" (co-produit par Kim Dohoon et Lee Sangho, co-écrit par Kim Dohoon et Lee Sangho)

- 03. "니가 제일 좋아 (I Like You the Best)" (co-produit par Lee Chaekyu et Jeongoon, co-écrit par Yong Junhyung)

- 04. "Lightless" (co-produit par Rado et Choi Gyu Sung)

### Beast-My Story
- 02. "Thanks To" (co-produit et écrit par Yong Jun-hyung et Yang Yo-seob)

- 04. ""Lights Go On Again (Full Version)" (co-produit par DA9297, co-écrit par Hong Seungsung, DA9297 et Yong Jun-hyung)

### IU-Real
- 06. "미리 메리 크리스마스 (Merry Christmas in Advance)" (feat. Cheondung de MBLAQ)

### T-ARA-Temptastic
- 06. "몰라요 (I Don't Know)" (co-produit par Choi Gyu Sung)

## 2011

### Park Jung Min-Not Alone
- 01. "Not Alone"
- 02. "넌 알고 있니 (Do You Know)"

### Dalmatian -Dalmatian: 1st Mini Album
- 02. "그 남자는 반대 (The Man Opposed)"

### 5dolls -Club Remix Album: Time to Play
- 03. "네가 없이도 (Without You)"

### 4Minute-4Minutes Left
- 01. "4Minutes Left" (Intro) (co-écrit par Im Sang-hyuk et Choi Gyu Sung)
- 02. "거울아 거울아 (Mirror Mirror)" (co-écrit par Blue Magic)
- 03. "Heart to Heart"  (co-écrit par Choi Gyu Sung)
- 08. "First" (version coréenne) (co-écrit par Jeon He-won)
- 09. "Hide & Seek" (co-écrit par Choi Gyu Sung)

### Beast-Fiction and Fact
- 01. "The Fact" (co-produit par Choi Gyu Sung, co-écrit par Choi Gyu Sung et Yong Jun-hyung)
- 02. "Fiction" (co-produit par Choi Gyu Sung, co-écrit par Choi Gyu Sung et Yong Jun-hyung)

### Jang Woo Hyuk -I Am the Future
- 08. "Sigani Meomchun Na Time Is [L]over" (시간이 멈춘 날)

### Hyuna-Bubble Pop!
- 02. "Bubble Pop!" (co-produit et co-écrit par Choi Gyu Sung)
- 03. "Downtown (feat. Jeon Ji-yoon)" (co-produit et co-écrit par by Choi Gyu Sung)

### T-ARA-John Travolta Wannabe
- 01. "Roly-Poly" (co-produit par Choi Gyu Sung)

### A Pink-Seven Springs of Apink
- 01. "Wishlist"

### C-REAL -Round 1
- 04. "Geuleoji Jom Ma" (그러지 좀 마 "Don't Do That")

### Kim Wan-sun etYong Jun-hyung-Be Quiet
- 01. "Be Quiet" (co-écrit par Yong Jun-hyung et Good Life 2)

### A Pink-Snow Pink
- 02. "My My" (co-écrit par Rado)
- 03. "Yeah" (musique co-écrite par Choi Gyu Sung)

### Trouble Maker-Trouble Maker
- 01. "Trouble Maker" (co-écrit par LE d'EXID)

## 2012

### Led Apple -Time is up
- 01. "time is up"

### T-ara-Funky Town
- 01. "Lovey-Dovey" (co-produit par Choi Kyu-sung)

### EXID-HOLLA
- 01. "I Do"
- 02. "Whoz That Girl"

### Secret-Talk That
- 01. "Talk That"

### 4Minute-Volume Up
- 02. "Volume Up" (co-produit par Rado)

### VIXX-Rock Ur Body
- 01. "Rock Ur Body"

### T-ARA-Mirage
- 01. "Sexy Love"

### Wonder boyz -Open the door
- 01. "open the door"

### Jewelry -Look at me
- 01. "Look at me" (co-écrit par LE d'EXID)
- 02. “Rhythm Ha!!!”

### A Pink-Une Annee
- 06. "Step" (only the music)
- 08. "I Got You" (co-produit par Kim Tae Joo)

### EXID-Hippity Hop
- 01. "Better Together"
- 02. "I Feel Good"
- 03. "매일밤 (Every Night)"
- 04. "Think About"
- 05. "Whoz That Girl (Part 2)"

## 2013

### Dynamic Black -SBS Gayo Daejeon The Color of Kpop
- 01. "Yesterday"

### SPEED-Superior Speed
- 01. "It's Over" (co-produit par Kim Tae-joo et Hyuwoo)

### Dasoni(sous-unité d'EXID) -Goodbye
- 01. "Goodbye"

### A Pink-Secret Garden
- 02. "NoNoNo" (co-écrit par Kupa)

### Ailee-A's Doll House
- 01. "U&I" (co-produit par Kupa)[4]

### F-ve Dolls -First Love
- 03. "LOV"

### T-ARA-Again
- 01. "Number 9" (co-produit par Choi Kyu-sung)

### Trouble Maker-Chemistry
- 01. "내일은 없어 (Now)" (co-produit par Rado et co-écrit par LE d'EXID)

### Fiestar-Curious
- 02. "아무것도 몰라요 (I Don't Know)"
- 03. "머리 어깨 무릎 발 (Head, Shoulders, Knees and Toes)"

### T-ARA-Again 1977
- 01. "나어떡해 (Do You Know Me)"

### VIXX-Voodoo
- 05. "Only U"

### BtoB-Thriller
- 03. "Why"

## 2014

### Dal Shabet-B.B.B
- 02. "B.B.B (Big Baby Baby)"[5]
- 05. "B.B.B (Big Baby Baby) (Remix de Shinsadong Tiger)"

### C-CLOWN-Justice
- 02. "Justice"

### SPEED-Look At Me Now
- 01. "Look At Me Now"

### SPEED-Speed Circus
- 02. "안무영상 (Don't Tease Me)"

### Park Jung-ah-Doctor Stranger OST Part 6
- 01. "Because of You"

### Fiestar-One More
- 01. "하나 더 (One More)"

### T-ARA-And & End
- 01. "Sugar Free (BigRoom Version)"
- 02. "Sugar Free" (co-écrit par LE d'EXID)
- 04. "ORGR"

### EXID-Up & Down
- 01. "Up & Down" (co-écrit par LE d'EXID)

### A Pink-Pink Luv
- 01. "Luv" (co-écrit par Beom & Nang)[6]

### T-ara& Chopstick Brothers - "Little Apple"
- 01. "Little Apple"

### Badkiz - "Babomba (just the composer with 어퍼컷)"
- 01. 바밤바 (BABOMBA)

## 2015

### A.kor -Always
- 01. "Always"

### Fiestar-Black Label
- 01. "짠해 (You're Pitiful)"
- 06. "타이트해 (So Tight)"

### Crayon Pop-FM
- 01. "FM"

### Shannon -Eighteen
- 04. "20 Inch" (co-produit par Monster Factory)

### DIA-Do It Amazing
- 03. "왠지 (Somehow)"[7]
- 04. "내 친구의 남자친구 (My Friend's Boyfriend)"

### EXID-Ah Yeah(co-écrit par LE)
- 01. "아예 (Ah Yeah)'"
- 02. "아슬해 (Risky)"
- 03. "토닥토닥 (Pat Pat)"
- 04. "With Out U"
- 05. "1M"
- 06. "위아래 (Up & Down)"
- 07. "Every Night (Version 2)"

### EXID-Hot Pink
- 01. "Hot Pink"

### Apink-Pink Memory
- 01. "Remember"

## 2016

### SoljiHani/Dasoni (sous-unité d'EXID) -Only One
- 01. "Only One" (co-produit par SleepWell, co-écrit par LE)[8]

### EXID- Street
- 01. "데려다줄래 (Will You Take Me?)"
- 02. "L.I.E"
- 05. "Cream"
- 07. "Only One"
- 09. "냠냠쩝쩝 (Are You Hungry)" (Jung Hwa & Hyerin)
- 12. "Hot Pink" (Remix)
- 13. "L.I.E" (Jannabi Mix)

### CLC-NU.CLEAR
- 02. "No Oh Oh" (co-écrit par Beom & Nang)

### Cosmic Girls-The Secret
- 01. "비밀이야  (Secret)" (co-produit par e.one)

### Apink-Pink Revolution
- 02. "Oh Yes" (co-écrit par Beom & Nang)

### Dal Shabet-Fri._Sat._Sun
- 02. "FRI. SAT. SUN (금토일)" (co-écrit par Beom & Nang)

## 2017

### EXID-Eclipse
- 01. "Boy"
- 02. "Night Rather Than Day" (낮보다는 밤)"
- 03. "How Why"
- 05. "Velvet" (solo de LE)

### Apink- Pink Up
- 01. "FIVE" (co-écrit par Beom & Nang)

## 2018

### Momoland–Great!
- 01. "Bboom Bboom"

### EXID– Lady
- 01. "Lady"

### UNI.T– Line
- 01. "넘어 (No More)"

### Momoland–Fun to the World
- 01. "Baam"

### DIA–Summer Ade
- 02. "Woo Woo"

### EXID– I Love You
- 01. "I Love You"

## 2019

### DIA–NEWTRO
- 01. "WOOWA"

### Momoland–Show Me
- 01. "I'm So Hot"

### EXID–We
- 01. "Me&You"

## 2020

### XUM – DDALALA
- 01. "DDALALA"

## 2021

### Tri.be-TRI.BE Da Loca
- 01. Loca
- 02. 둠둠타 (Doom Doom Ta)

### Tri.be– Conmigo
- 01. 러버덤 (Rub-A-Dum)
- 02. Loro

### Tri.be– Veni Vidi Vici
- 01. Would You Run (우주로)
- 02. Lobo
- 03. -18
- 04. Got Your Back
- 05. True

## 2022

### Tri.be– Leviosa
- 01. Kiss
- 02. In The Air (777)

### EXID– X
- 01. Fire (불이나)
- 02. IDK (I Don't Know)
- 04. Fire (불이나) (Eng ver.)

## Singles produits par Shinsadong Tiger
- 2009: "Love Train (feat. Kim Hyung Jun of SS501)" (L.E.O)
- 2009: "Giogi Anna" (기억이 안나) (Byul)
- 2009: "Kiss Day" Byul
- 2010: "Fyah" (파이아; "Fire") (Park Myeong-su)
- 2010: "Faddy Robot Foundation" (Hyuna, Yong Jun-hyung, Vasco, Outsider, Verbal Jint, Mighty Mouth, Zico)
- 2010: "Let's Go" (Group of 20)
- 2010: "Cabi Song" (2PM et Girls' Generation)
- 2010: "5 Bunman" (ANNA)
- 2011: "Eojjeoda Majuchin" (어쩌다 마주친; "Someone Met By Chance") (LED Apple)
- 2011: "Racing Queen" (Mighty Mouth ft. Ailee)
- 2011: "Dodungnom New Ver." (도둑놈) (Seo Kyung Suk) (arrangement)
- 2013: "Open the door"  (Im Chang-jung)
- 2014: "Left alone" (Led Apple)
- 2015: "2015 잊었니"  APink B&N (Yoon Bo-mi et Kim Nam-joo) (Two Yoo Project: Sugarman OST Part 1)[9]